# Madhuca pierrei
Madhuca pierrei är en tvåhjärtbladig växtart som först beskrevs av Frederic Newton Williams, och fick sitt nu gällande namn av Herman Johannes Lam. Madhuca pierrei ingår i släktet Madhuca och familjen Sapotaceae. Inga underarter finns listade i Catalogue of Life.